# Kazyr
De Kazyr (Russisch: Казыр) is een rivier in de Russische kraj Krasnojarsk. De rivier ontstaat in de uitlopers van de Oostelijke Sajan en heeft deels het karakter van een bergrivier met veel stroomversnellingen. Na de instroom van de rivier de Kizir verbreedt de riviervallei zich en vormt meerdere rivierarmen. Na 388 kilometer stroomt de Kazyr samen met de Amyl om de Toeba te vormen.
De rivier wordt vooral gevoed door sneeuw en regen.